# Kupusovići
Kupusovići su naseljeno mjesto u općini Višegrad, Republika Srpska, BiH.

## Stanovništvo
Nacionalni sastav stanovništva 1991. godine, bio je sljedeći:
| Narod       | Broj stanovnika |
| ----------- | --------------- |
| Muslimani   | 60              |
| Srbi        | 2               |
| Jugoslaveni | 2               |
| Ukupno      | 64              |